# Bataille de La Carbonera
Pour les articles homonymes, voir Carbonera (homonymie).
Expédition du Mexique
Batailles
- Fortín
- Las Cumbres
- 1er Puebla
- Barranca Seca
- Cerro del Borrego
- Tampico
- 2e Puebla
- Atlixco
- San Pablo del Monte
- San Lorenzo
- Totoapan
- Morelia
- Campeche
- Veranos
- Tacámbaro
- La Loma
- Parral
- Chihuahua
- Álamos
- Ixmiquilpan
- Bagdad
- Camargo
- Miahuatlán
- Carbonera
- Guayabo
- Villa de Álvarez
- San Jacinto
- Querétaro

La bataille de La Carbonera fut livrée le 18 octobre 1866, pendant l'expédition du Mexique (1861-1867).

## Déroulement
Après avoir remporté une victoire sur les forces impériales à la bataille de Miahuatlán, le général juariste Porfirio Díaz assiégea la ville d'Oaxaca, défendue par le général conservateur Carlos Oronoz.
Le siège durait depuis 11 jours, lorsque les juaristes apprirent qu'une colonne de 1 500 hommes, composée de soldats impériaux, français et autrichiens s'approchait. Díaz redoutant d'être pris entre deux feux, décida de se porter à la rencontre de cette armée.
La bataille eut lieu le 18 octobre à onze heures et fut extrêmement brève : attaquée par surprise, la colonne de renfort fut anéantie en une heure. Outre la victoire totale, les troupes de Díaz obtenaient un important butin en armes, munitions et chevaux, qui leur permit de se rééquiper complètement.